# Athenaeus Mechanicus
Athenaeus Mechanicus (? – ?) là tác giả của một cuốn sách viết về khí cụ vây thành, Bàn về máy móc (tiếng Hy Lạp cổ: Περὶ μηχανημάτων). Ông được giới học giả hiện đại gán cho danh tính Athenaeus thành Seleucia, một thành viên của trường Peripatetic hoạt động vào giữa cuối thế kỷ 1 TCN, tại Roma và các nơi khác.

## Tiểu sử
Strabo có nhắc đến người sống cùng thời của mình, Athenaeus thành Seleucia, là một triết gia phái Peripatetic.  Có đôi lúc ông là kẻ mị dân hàng đầu trong thành phố quê hương của mình, nhưng sau đó đến Roma và làm quen với Lucius Licinius Varro Murena. Về việc phát hiện ra âm mưu mà sau này, với Fannius Caepio, đã gia nhập nhóm âm mưu chống lại Augustus, Athenaeus đi theo ông trong chuyến hành trình đầy rủi ro. Tuy vậy, âm mưu thất bại, ông bị chính quyền bắt giam lại, nhưng sau được Augustus ân xá, vì không có bằng chứng nào về việc ông có dự một phần tích cực hơn trong mưu đồ này. Ông có lẽ là người giống như nhà văn được đề cập bởi Diodorus, một sử gia có nhắc đến Semiramis.

## Bàn về máy móc
Bài luận này được gửi đến cho Marcus Claudius Marcellus, và do vậy nó phải được sáng tác trước khi Marcellus qua đời vào năm 23 TCN (và có thể vào thời điểm người nhận đang chuẩn bị tham gia chiến dịch quân sự).  Tác phẩm mô tả một số khí cụ vây thành.  Trong số các nhà cơ học trước đó được Athenaeus trích dẫn làm nguồn tham khảo gồm có Agesistratus, Diades thành Pella và Philon thành Byzantium.  Whitehead và Blyth phân tích bài luận này thành lời mở đầu, một phần về "thực hành tốt," một phần về "thực hành không tốt," một phần về những đổi mới của Athenaeus, và một phần kết luận "nhấn mạnh việc chuẩn bị cho chiến tranh như một rào cản, và biện minh cho lời ghi chép của chính Athenaeus nhằm phản bác các nhà phê bình vô danh."  Tác phẩm này mang tính kỹ thuật nhưng không có dấu hiệu nào của nền văn hóa triết học của Athenaeus: "Ông ấy là một nhà triết học, và ông ấy phơi bày về thời gian và cơ hội, nhưng cũng tuyên bố là mình đủ sức của một chuyên gia kỹ thuật để tạo ra những cỗ máy mới và mô tả chính xác những cái cũ."  Phần lớn tác phẩm của Athenaeus (9.4-27.6) có nét tương đồng sít sao với Vitruvius, De architectura 10.13-16, một thực tế có thể được giải thích bởi sự tín nhiệm được chia sẻ của hai tác giả phụ thuộc vào một nguồn tài liệu chung.

### Ảnh hưởng
Bộ sách poliorketikon thế kỷ 10 của Heron thành Byzantium, Parangelmata Poliorcetica, đã tìm thấy ở Athenaeus như một nguồn tài liệu tham khảo.

## Ấn bản
- Carl(e) Wescher, Poliorcétique des Grecs.  Paris, 1867.  (online: Google Books, archive.org)
- David Whitehead, P.H. Blyth, Athenaeus Mechanicus, On Machines. Historia-Einzelschrift, 182.   Stuttgart:  Franz Steiner Verlag, 2004.  ISBN 3-515-08532-7
- Maurizio Gatto (ed.), Il Peri mechanematon di Ateneo meccanico. Edizione critica, traduzione, commento e note. Aio 567.   Roma:  Aracne editrice, 2010.  ISBN 978-88-548-3102-5
- Rudolf Schneider, Griechische Poliorketiker. Abhandlungen der königlichen Gesellschaft der Wissenschaften zu Göttingen: philologisch-historische Klasse, neue Folge, 12:5.  Berlin, 1912.